# Parque da Matinha
Localizado na Região Nordeste de Belo Horizonte, possui 15.930,00 m² de área totalmente cercada. Sua criação se deu em 1991 através de Decreto Municipal, com o nome de Parque da Matinha. Uma falha na interpretação de legislações posteriores fez com que o nome "Reserva Ecológica do Bairro União" fosse usado para se referir ao mesmo local, mesmo em folhetos e comunicações antigas da prefeitura de Belo Horizonte; tal nomenclatura, entretanto, não é oficial.

## História
Trata-se de área remanescente da implantação de loteamento pertencente ao estado, que a doou a Rádio Inconfidência para a construção de sua sede. Mais tarde foi vendida ao hoje extinto Banco do Estado de Minas Gerais (BEMGE) que, por sua vez, a vendeu a um consórcio de construtoras. Esse consórcio doou parte da área à Prefeitura de Belo Horizonte, em troca do aproveitamento do coeficiente de aproveitamento relativo a mesma em outro local.
Em 1991, através de mobilização da comunidade em prol da preservação da área, devido a presença de fauna e flora expressivas e nativas, a área foi transformada em parque.

## Descrição
É totalmente cercado por tela com mourões de concreto. Este Parque possui três entradas, sendo uma delas pela Av. José Cândido da Silveira. As demais portarias localizam-se nas ruas João das Chagas e Cláudio José de Souza, ambas asfaltadas com calçadas precariamente revestidas. Possui aceiro em todo o limite do Parque. A área do Parque é utilizada como passagem de pedestres, mas também recebe um número considerável de crianças acompanhadas pelas mães e babás, principalmente na parte da manhã.

## Flora
Sua área vegetada corresponde a mais de 80% da área total, predominando a vegetação nativa, do tipo floresta estacional semi-decidual. As espécies mais comuns são os Açoita-cavalo, o Angico-rajado, a Embaúba, o Jatobá e o Pau-jangada (família das Tiliaceae. Há também a presença de um sub-bosque com dominância de arranha-gato (Mimosa sp.). Os maiores espécimes arbóreos, com CAP (circunferência a altura do peito) maior que três metros, pertencem incluem o Pau-Jacaré e o Pau d'óleo. Ocorrem também espécies típicas de Cerrado como o Barbatimão, e “madeiras de lei” típicas de Mata Atlântica como o Jequitibá-branco e o Cedro (Cedrela fissilis).

## Fauna
A fauna relatada possui aves como o Sabiá-branco (Turdus leucomelas) e o Jacupemba, pequenos mamíferos como o Mico-estrela, o Gambá-de-orelha-branca e serpentes não peçonhentas como a Falsa-coral e a Jararaquinha de Jardim (Sybinomorphus mikanii).
O fato de espécies como o jacupeba e mico estrela serem avistados com freqüência nesse parque, justifica a sua importância como área de dispersão constituindo, junto com a arborização urbana um elemento de passagem (ou um corredor ecológico) para a fauna entre os outros parques e as áreas verdes da região. Essas espécies apresentam maior exigências em termos de área, e provavelmente utilizam outras áreas preservadas próximas como a mata do Museu de História Natural da UFMG, e as áreas verdes próximas.